# 5805 Glasgow
Az 5805 Glasgow (ideiglenes jelöléssel 1985 YH) a Naprendszer kisbolygóövében található aszteroida. Edward L. G. Bowell fedezte fel 1985. december 18-án.